# Vilhjálmur Einarsson
 Vilhjálmur Einarsson, né le 5 juin 1934 dans le hameau de Hafranes près de Reyðarfjörður (Islande) et mort le 28 décembre 2019 à Reykjavik (Islande), est un athlète islandais pratiquant le triple saut.

## Biographie
Vilhjálmur Einarsson fut médaillé d’argent aux JO de Melbourne, ce qui constitue le meilleur résultat d’un sportif islandais aux Jeux olympiques. Il établit pendant le concours un record olympique avec 16,26 m, avant d'être battu par le Brésilien Adhemar da Silva (16,35 m). Le Brésilien l’avait déjà battu de deux centimètres lors des Jeux mondiaux universitaires de 1957 (15,92 m contre 15,90 m). Il se classa ensuite cinquième des Jeux olympiques de Rome en 1960, avec un triple bond de 16,37 m, à six centimètres seulement de la médaille de bronze remportée par le Soviétique Vitold Kreyer.
Il remporta une médaille de bronze aux Championnats d'Europe d'athlétisme de Stockholm (Suède) en 1958, à deux centimètres de l’argent remporté par le Soviétique Olyeg Ryakhovskiy. Il se classa encore sixième des Championnats d'Europe d'athlétisme 1962 à Belgrade (Yougoslavie).
Sa meilleure performance est de 16,70 m, établie au Laugardalsvöllur de Reykjavik en 1960.
Il fut élu cinq fois sportif de l'année par la presse de son pays (1956, 1957, 1958, 1960, 1961), ce qui constitue un record.
Dans la vie civile, il fut directeur d'école et enseigna les mathématiques.

### Famille
Son fils Einar Vilhjálmsson représenta l’Islande au lancer du javelot aux Jeux olympiques de 1984, 1988 et 1992.

## Palmarès
| Date | Compétition           | Lieu      | Résultat | Épreuve     | Performance |
| ---- | --------------------- | --------- | -------- | ----------- | ----------- |
| 1956 | Jeux olympiques d'été | Melbourne | 2e       | Triple saut | 16,26 m     |
| 1958 | Championnats d'Europe | Stockholm | 3e       | Triple saut | 16,00 m     |
| 1960 | Jeux olympiques d'été | Rome      | 5e       | Triple saut | 16,37 m     |